# Robert de Ketton
Robert de Ketton, conegut en llatí com Robertus Ketenensis o, en forma afrancesada Robert de Retinas, també conegut com a Robert de Chester, tot i que alguns autors defensen que són personatges diferents, va ser un traductor del segle xii, que va traduir obres científiques i religioses àrabs al llatí.
Se suposa que va ser educat a París, on va conèixer Hermann de Caríntia amb qui va realitzar un llarg viatge de quatre anys (1134-1138) per l'Orient: l'Imperi Romà d'Orient, Palestina i Síria.
L'any 1141 es va traslladar al Regne de Navarra on va esdevenir ardiaca del bisbat de Pamplona, l'any 1143. Allí devia entrar en contacte amb la biblioteca dels Banu Hud, antics emirs de Saragossa i de Tudela i mecenes de les arts i les ciències, això va encendre el seu interès per la traducció d'obres àrabs al llatí.
Malgrat la seva condició de clergue, va estar més interessat per traduir les obres científiques que les obres religioses, tot i que acabaria sent més conegut per haver estat el primer traductor de l'Alcorà al llatí per encàrrec de Pere el Venerable.Plantilla:SFN Amb aquesta traducció i altres escrits de Hermann de Caríntia i del mateix Pere el Venerable, aquest va fer un compendi, conegut com a Corpus Islamolatinum, que va tenir ampla difusió en l'Occident medieval com argumentari contra l'Islam. Per aquest motiu es considera que la seva traducció de l'Alcorà era molt poc fidel i bastant tergiversadora.

## Llista d'obres
Traduccions
- Iudicia d'Al-Kindí, llibre dels judicis astrològics per encàrrec de Hermann de Caríntia.
- Àlgebra traducció del Hisab al-Jabr w'al-muqabala de Muhàmmad ibn Mussa al-Khwarazmí datada a Segòvia el 1145.
- Liber de compositione alchimiae de Morienus el Grec datada el 1144.
- L'Alcorà, per encàrrec de Pere el Venerable i que aquest va incorporar al Corpus Iislamolatinum.
- Dues revisions de les taules astronòmiques d'Az-Zarqalí i d'Al-Battaní.

Obres originals
- Dos tractats sobre l'astrolabi: Liber Ptholomei de compositione astrolabii universalis i Liber de Officio astrolabii secundum Robertum Cestrensem.
- Chronica mendosa et ridicula Sarracenorum que acompanyava la seva traducció de l'Alcorà amb una carta de presentació a Pere el Venerable i també incorporat al Corpus Islamolatinum.